# Гільєрмо Лассо
Гільєрмо Альберто Сантьяго Лассо Мендоса (ісп. Guillermo Alberto Santiago Lasso Mendoza; нар. 16 листопада 1955) — еквадорський бізнесмен і політик, президент Еквадору. Був кандидатом на загальних виборах 2021 року, перемігши Андреса Араусу. Раніше балотувався в президенти на виборах 2013 та 2017 років. На виборах 2017 року він пройшов до другого туру, де змагався з віцепрезидентом Леніном Морено, але програв з невеликим відривом.
Лассо недовго обіймав посаду віцепрем'єра з економіки під час президентства Джаміля Махуада 1999 року. Раніше працював губернатором провінції Гуаяс з 1998 до 1999 року. Окрім своєї політичної кар'єри, Лассо також є банкіром і раніше працював генеральним директором банку Banco Guayaquil.
Гільєрмо Лассо називає себе лібералом, його програма включає класичні ліберальні моменти, такі як захист розділення гілок влади з метою обмеження впливу влади на фундаментальні права. Він також висловлювався щодо зниження податків і є прихильником вільного ринку.

## Ранні роки життя
Народився в Гуаякілі в сім'ї середнього класу. Після закінчення середньої школи вступив до Папського католицького університету Еквадору в Кіто для вивчення економіки, але покинув навчання до того як отримав диплом.
1977 року Лассо познайомився з Марією де Лурд Альківар Креспо, з якою одружився 1981 року. У подружжя п'ятеро дітей: Марія де Лурдес, Хуан, Гільєрмо Енріке, Сантьяго та Марія де лас Мерседес.

## Ділова кар'єра
Протягом 90-х років Лассо був керівником операційного відділу Coca-Cola після банкрутства компанії в цьому регіоні. Перед Лассо як керівником поставили завдання реструктуризувати компанію та оздоровити її фінансовий стан. З тих пір він перебував у радах директорів як Coca-Cola, так і Mavesa, а також був у раді директорів Корпорації розвитку Андського регіону.

## Політична кар'єра
1998 року Лассо призначений губернатором Гуаясу, під час якого національний уряд здійснив масову приватизацію державних компаній та галузей.
Еквадор пережив економічний кризу 1999 року, після чого Лассо тимчасово призначили на новостворену посаду віцепрем'єра з економіки після відставки Ани Лусії Армійос. На посаді міністра фінансів працював під керівництвом президента Хаміля Махуада і взяв на себе переговори з Міжнародним валютним фондом щодо отримання економічної допомоги. Йому також доручили координацію державної політики щодо економічної кризи в країні.

### Президентські кампанії

#### 2013 рік

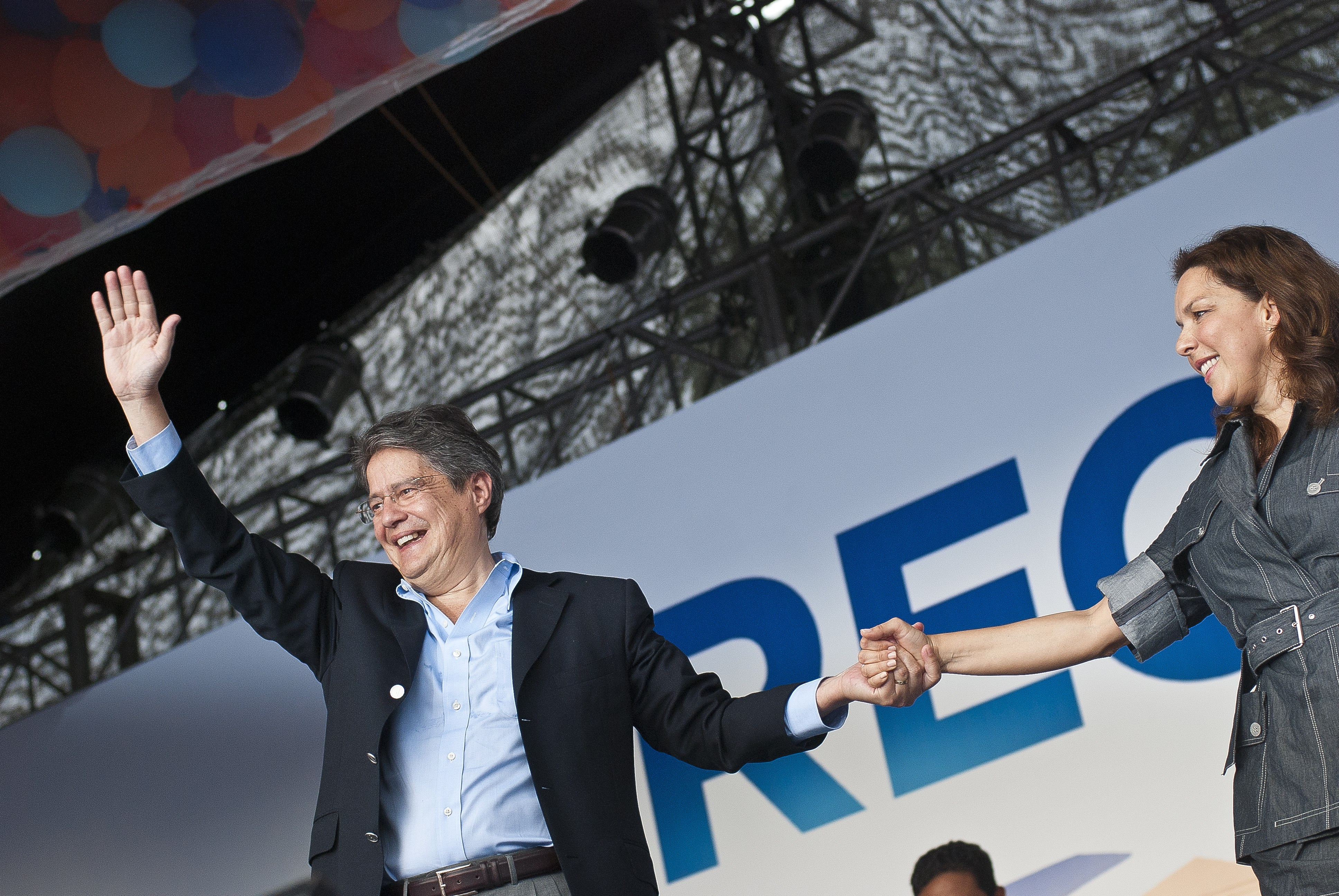
Лассо під час виборів 2013 року.

На загальних виборах 2013 року він був кандидатом у президенти від партії «Створення можливостей», яку він заснував. Посів друге місце з 22,68 % дійсних голосів, програвши чинному президенту Рафаелю Корреа, який отримав більш ніж удвічі більше (57,17 %).

#### 2017 рік

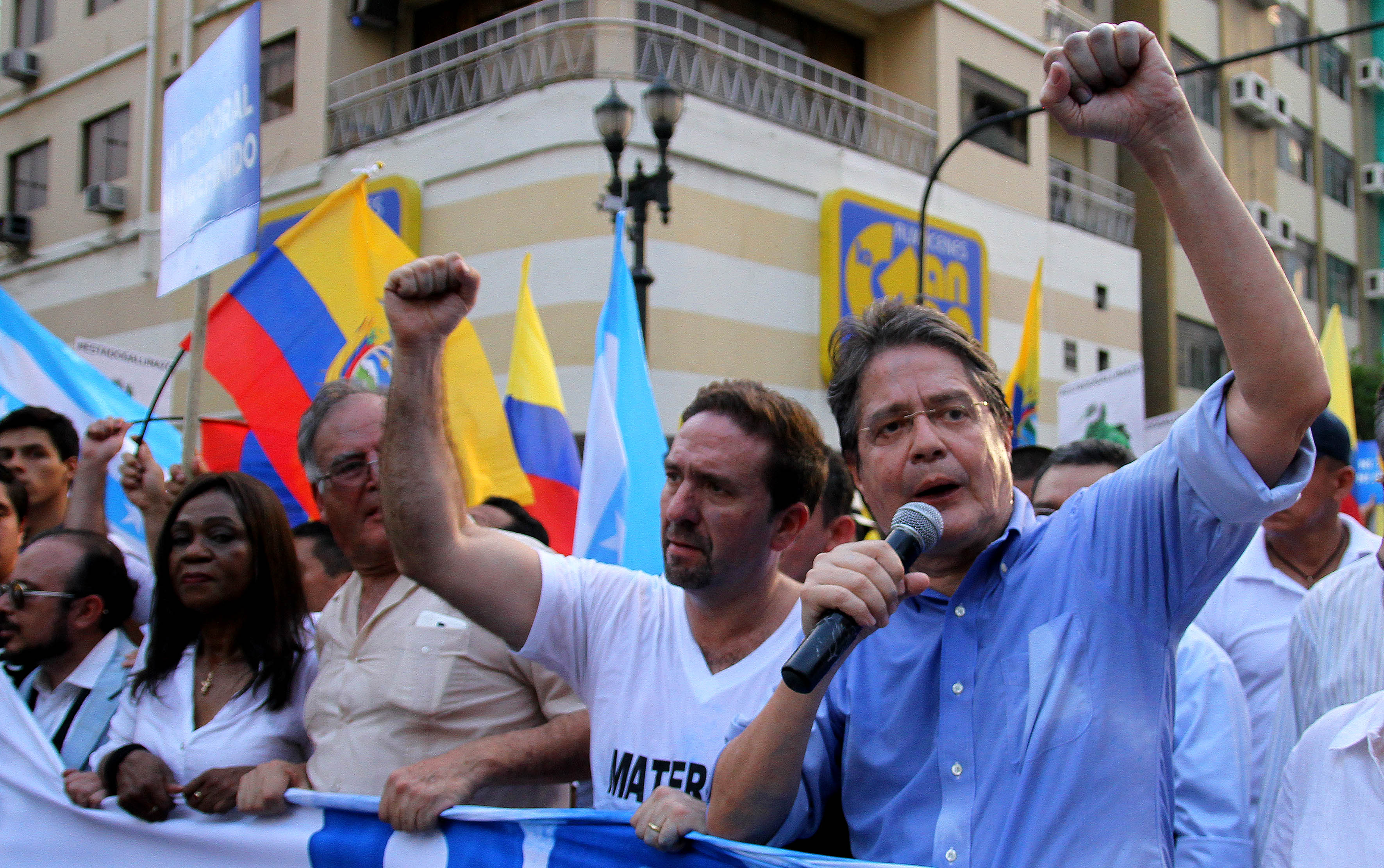
Лассо в Гуаякілі під час еквадорських протестів 2015 року

На початку 2017 року Лассо розпочав свою другу президентську кампанію. Гаслом його кампанії була «зміна», він пообіцяв створити ще мільйон робочих місць в Еквадорі, Лассо отримав 48,84 % і програв Леніну Морено. Після виборів Лассо звинуватив своїх опонентів у фальсифікації виборів і назвав обраний уряд «нелегітимним». У лютому 2017 року Лассо заявив в інтерв'ю британській газеті, що в разі перемоги на президентських виборах він «сердечно попросить» Джуліана Асанжа, засновника WikiLeaks, залишити еквадорське посольство в Лондоні протягом 30 днів.

#### 2021 рік
Лассо знову балотувався на загальних виборах 2021 року. У першому турі Лассо трохи відставав від активіста прав корінних народів Яку Переса Гуартамбеля, але врешті-решт набрав достатньо голосів, аби посісти друге місце. Лассо брав участь у другому турі зсоціалістом і союзником Рафаеля Корреа Андресом Араузом. Переміг Арауза на виборах, які відбулись у квітні, при цьому багато ЗМІ помітили зміни серед еквадорського електорату на користь консервативної ідеології. Перемога Лассо також розглядалася як перемога прихильників вільного ринку в країні.

#### 2023 рік
5 лютого 2023 року разом із місцевими виборами в Еквадорі 2023 року відбувся конституційний референдум. Виборцям було запропоновано схвалити або відхилити загалом вісім запитань щодо змін до Конституції Еквадору. Невдовзі після референдуму Reuters, Al Jazeera, CNN en Español і Financial Times прогнозували провал усіх восьми своїх пропозицій, а Лассо зрештою визнав поразку.
У квітні 2023 року він своїм указом дозволив носіння зброї цивільним особам на вулицях і в громадських місцях. Рішення президента, оголошене без парламентських дебатів чи консультацій з представницькими органами, було відкинуто великими верствами суспільства. Конфедерація корінних національностей Еквадору (CONAIE), головна організація корінного населення країни, вважає це «безвідповідальним» і побоюється появи правих воєнізованих формувань, як у Колумбії. Пакт для дітей і підлітків, який включає кілька асоціацій, і Обсерваторія з моніторингу зобов'язань з прав людини звернулися до уряду з проханням скасувати цей указ.

#### Імпічмент
У березні 2023 року почалися слухання щодо імпічменту Лассо за розтрату після того, як Конституційний суд Еквадору схвалив запит опозиційних законодавців. Парламент проголосував за відкриття розслідування щодо глави держави після того, як вебсайт виявив існування системи корупції, створеної в державних компаніях зятем Гільєрмо Лассо, Даніло Каррера. Президента звинувачують у тому, що він знав про його існування, не протидіючи цьому. 29 березня Конституційний суд шістьма голосами проти трьох підтримав запит парламенту.
Бізнесмена Рубена Черреса, якого вважають ключовим свідком у справі, знайшли вбитим на початку квітня 2023 року. Хоча він не займав жодної офіційної посади в адміністрації Лассо, кілька колишніх чиновників стверджували, що Каррера відігравав важливу роль радника президента та був впливовою фігурою в президентському палаці. Зокрема, він супроводжував Лассо під час його поїздки до Вашингтона в грудні 2022 року. 24 лютого генеральний прокурор оголосив про нове розслідування щодо припинення Лассо поліцейського розслідування зв'язків Черреса з групою наркоторговців. У звинуваченнях стверджується, що Лассо тиснув на начальника поліції штату та начальника наркологічного відділу, щоб вони приховали звіт про розслідування.